# Macrosteles guttata
Macrosteles guttata är en insektsart som beskrevs av Matsumura 1915. Macrosteles guttata ingår i släktet Macrosteles och familjen dvärgstritar. Inga underarter finns listade i Catalogue of Life.